# Зікіліа
Зікіліа (груз. ზიკილია) — село в Грузії.
За даними перепису населення 2014 року в селі проживає 412 осіб.